# Amerikaanse presidentsverkiezingen 1840
De Amerikaanse presidentsverkiezingen van 1840 gingen tussen de Democratische kandidaat en zittend president Martin Van Buren en de kandidaat van de Whig Party, William Henry Harrison.

## Nominaties
De Democratische Partij hield haar nominatieconventie in mei 1840, waarbij Van Buren wederom werd aangesteld als presidentskandidaat. Van Burens vicepresident Richard Mentor Johnson werd echter niet gehernomineerd hoewel Van Buren hem wel behield als zijn running mate.
Bij de Whigs, die hun conventie al in 1839 hielden, waren naast Harrison ook Winfield Scott en Henry Clay kandidaat. Clay leek de beste kansen te hebben, maar kon bij vier opeenvolgende stemmingsronden niet een meerderheid verkrijgen. Bij de vijfde stemming kreeg Harrison steun, met name ten nadele van Scott. John Tyler werd aangesteld als de vicepresidentskandidaat voor de partij.

## Presidentskandidaten

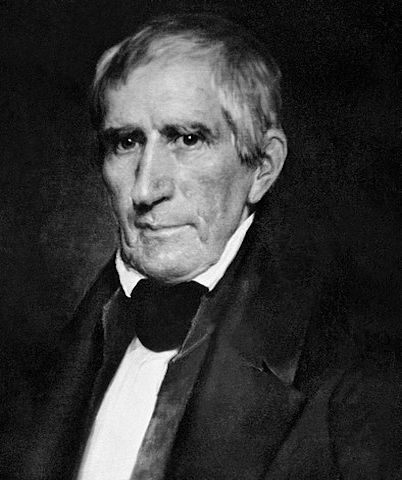
Voormalig Senator William Henry Harrison uit Ohio Whig Partij
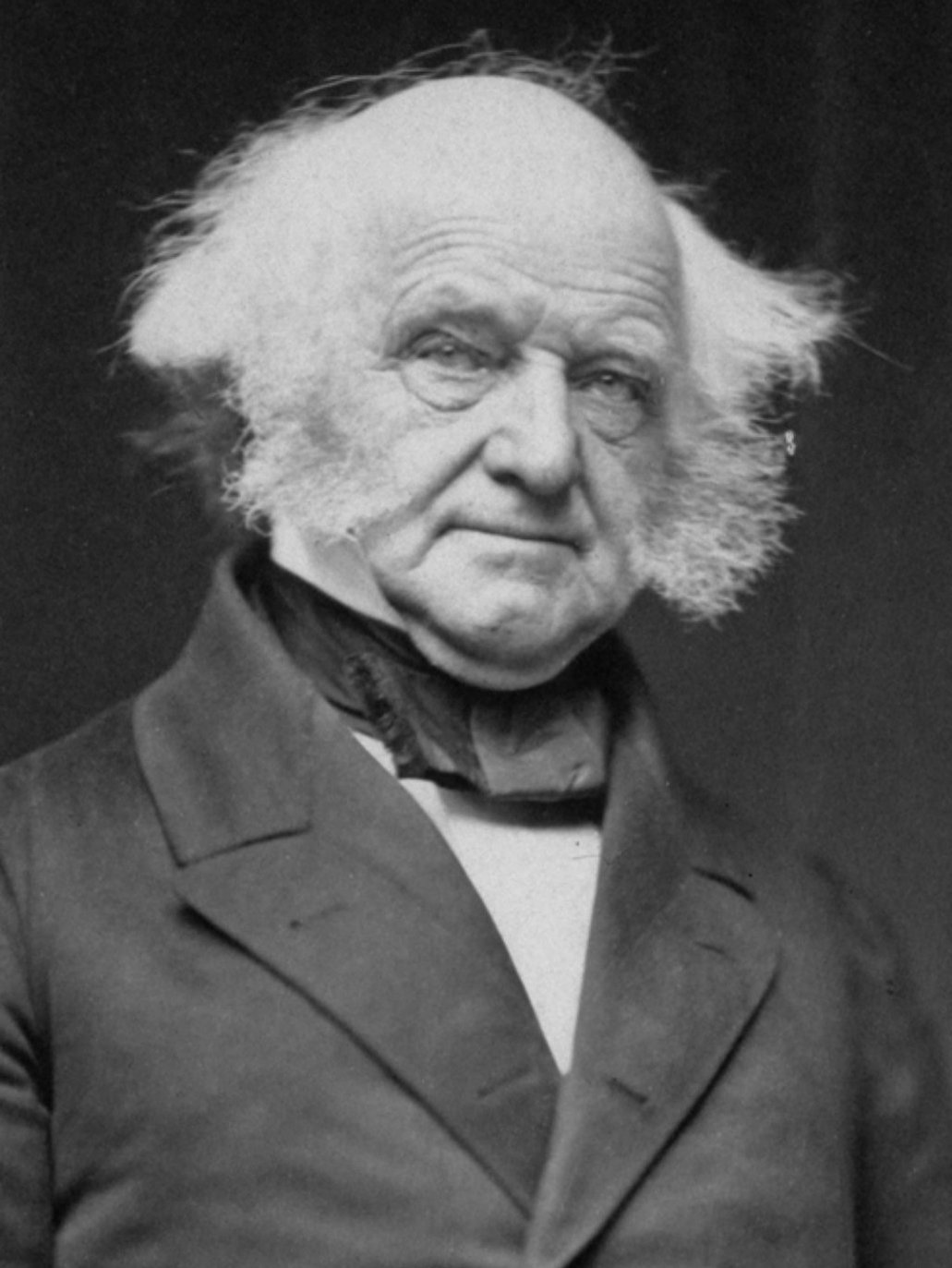
President Martin Van Buren uit New York Democratische Partij

- Voormalig 
 Senator 
 William Henry 
 Harrison 
 uit Ohio 
 Whig Partij
- President 
 Martin Van Buren 
 uit New York 
 Democratische Partij

### Vicepresidentskandidaten

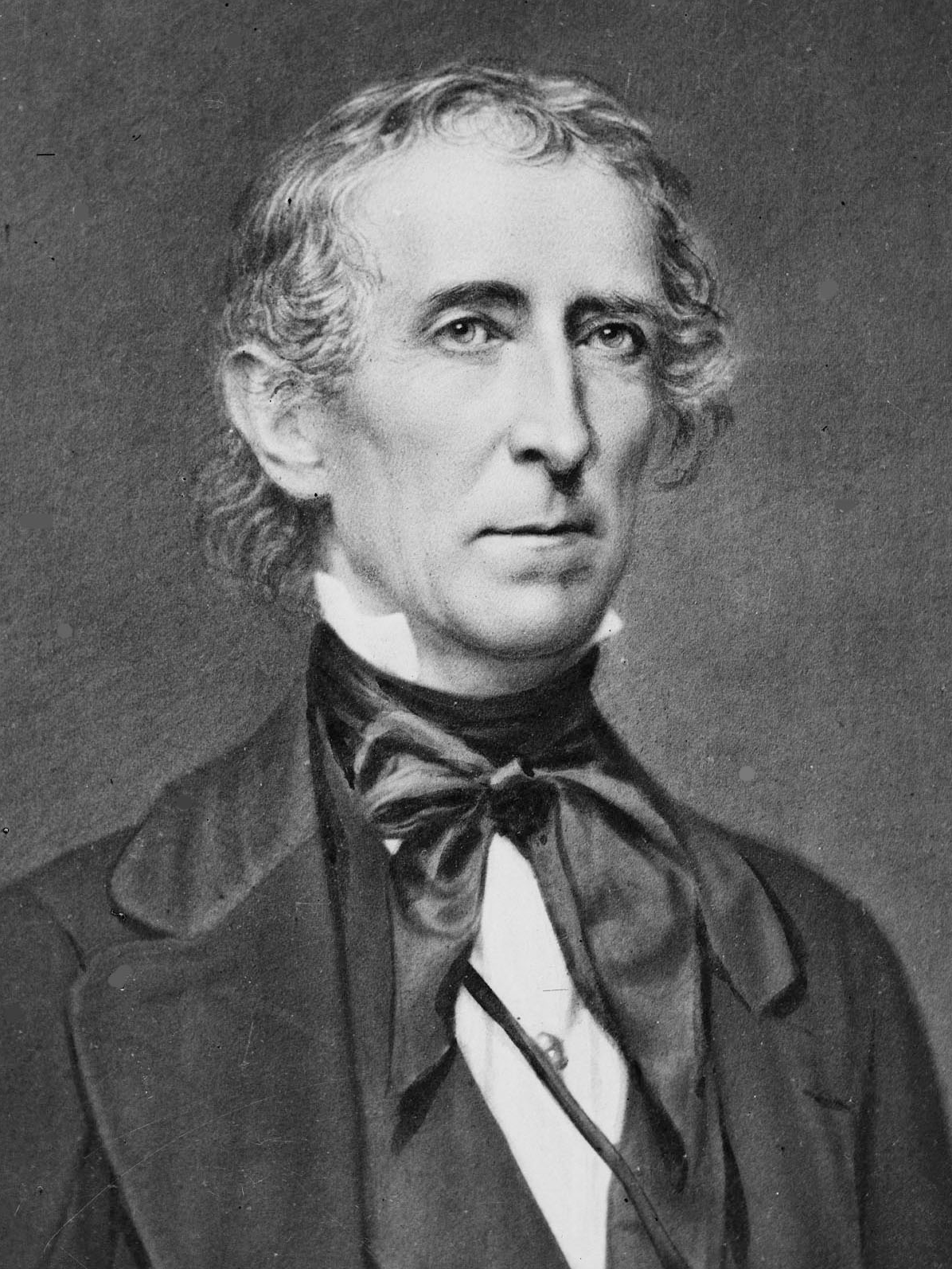
Voormalig Senator John Tyler uit Virginia Whig Partij
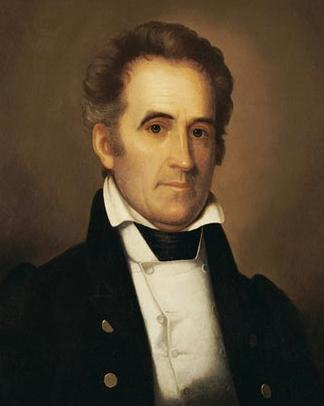
Vicepresident Richard Mentor Johnson uit Kentucky Democratische Partij

- Voormalig 
 Senator 
 John Tyler 
 uit Virginia 
 Whig Partij
- Vicepresident 
 Richard 
 Mentor Johnson 
 uit Kentucky 
 Democratische Partij

## Campagne
Een scherpe economische neergang, de nasleep van de Paniek van 1837, zorgde voor een neergang in de populariteit van Van Buren. Harrison voerde campagne met als inzet zijn imago als oorlogsheld en "man van het volk" en hij spiegelde Van Buren af als een welvarende elitair die de economische crisis niet kon verhelpen. Een bekende campagneslogan van de Whigs was Tippecanoe and Tyler too, refererend aan Harrisons bijnaam Old Tippecanoe die hij had sinds zijn overwinning bij de Slag bij Tippecanoe in 1811.

## Uitslag
De verkiezingen resulteerden in een overwinning voor Harrison die 19 van de 26 staten won, terwijl Van Buren slechts 7 staten voor zich wist te verzekeren. Hoewel Harrison met minder dan 53% van de stemmen won was er in het kiescollege een ruimere marge en verkreeg Harrison 234 kiesmannen tegenover 60 voor Van Buren.
| Kandidaat              | Partij               | Stemmen   | Percentage | Kiesmannen | Running mate                                          |
| ---------------------- | -------------------- | --------- | ---------- | ---------- | ----------------------------------------------------- |
| William Henry Harrison | Whig Party           | 1.275.390 | 52,9%      | 234        | John Tyler                                            |
| Martin Van Buren       | Democratische Partij | 1.128.854 | 46,8%      | 60         | Richard Mentor Johnson Littleton Tazewell James Polk* |
| Overigen               |                      | 7.564     | 0,3%       | 0          |                                                       |
| TOTAAL                 |                      | 2.411.808 | 100%       | 294        |                                                       |

* Johnson kreeg 48 kiesmannen achter zich voor het vicepresidentschap, terwijl Tazewell er 11 won en Polk slechts 1.